# 立川新
立川 新（たつかわ あらた、1997年11月30日 - ）は、愛媛県四国中央市出身の、日本の柔道家である。階級は73kg級。身長170cm。血液型はB型。組み手は左組み。段位は二段。得意技は大内刈、首抜きによる指導勝ち。現在は旭化成に所属。姉は48kg級の立川莉奈、妹は63㎏級の立川桃。

## 経歴
柔道は3歳の時に宇摩柔道会（川之江柔道会）で始めた。上分小学校5年の時に全国小学生学年別柔道大会45kg級に出場するも、決勝トーナメント1回戦で敗れた。6年の時には50kg級に出場して決勝まで進むが、バルセロナオリンピック71kg級金メダリストの古賀稔彦の長男である古賀颯人に判定で敗れた。古賀とはこれ以降も全国大会で何度となく競い合うことになる。
川之江北中学2年の時には全国中学校柔道大会の60kg級で5位だった。3年の時には66kg級に階級を上げて優勝を飾った。
新田高校へ進むと、1年の時には全日本カデの73kg級準決勝で大成高校1年の古賀を有効で破るなどして優勝した。続くポーランドカデ国際でも優勝するが、世界カデでは2回戦でロシアの選手に有効を取られて敗れた。なお、57kg級に出場した1つ年上の姉である敬愛高校2年の立川莉奈は3位になった。高校選手権の準決勝では古賀に判定で敗れて3位だった。2年の時にはインターハイの3回戦で古賀に指導1で敗れた。全日本ジュニアでは3位に入った。アジアジュニアでも3位だった。高校選手権では決勝で古賀と対戦すると、本戦で決着が付かずGSに入っても一進一退の攻防が続いてお互い指導3を与えられるが、最後は古賀に場外指導が与えられたことで本戦を含めて14分近い試合にようやく終止符が打たれて、反則勝ちにより優勝を収めることとなった。3年の時にはインターハイの準決勝で古賀を指導2で破るなどして優勝を飾った。全日本ジュニアでは昨年に続いて3位だった。
2016年には東海大学へ進学すると、1年の時には全日本ジュニアで優勝を飾った。なお、この時は福岡大学2年の姉も52kg級を制したために姉弟優勝となった。講道館杯では予想外の活躍で決勝まで進むと、高校と大学の8年先輩にあたる元世界チャンピオンの中矢力相手に有効を取って、18歳にしてシニアの全国大会で優勝を飾ることになった。グランドスラム・東京では準決勝で大学の6年先輩となるパーク24の橋本壮市に指導2で敗れるが3位に入った。姉も52kg級で3位となったので、姉弟でのメダル獲得となった。2年の時には4月の体重別決勝では橋本にGSに入ってから指導2で敗れて2位だった。5月のアジア選手権では準々決勝でカザフスタンのジャンサイ・スマグロフに敗れて3位だった。8月のユニバーシアードでは決勝でフランスのフローレン・ウラニにGSに入ってから反則勝ちを収めて優勝した。この試合の直前に52kg級で姉の莉奈も勝利していたので、1967年大会の園田義男、園田勇兄弟、2007年大会の穴井隆将、穴井さやか兄妹に続いてユニバーシアードの柔道競技史上3組目の兄弟優勝となった。団体戦でも決勝のロシア戦を始めオール一本勝ちしてチームの優勝に貢献した。10月の体重別団体では決勝の国士舘大学戦で一本勝ちしてチームの優勝に貢献した。11月の講道館杯では準決勝で66kg級から階級を上げてきた元世界チャンピオンであるパーク24の海老沼匡を腕挫十字固で破ると、決勝では筑波大学1年の野上廉太郎に反則勝ちして今大会2連覇を果たした。12月のグランドスラム・東京では準決勝で世界チャンピオンとなった橋本をGSに入ってから反則勝ちで破ると、決勝ではカナダのアルトゥール・マルジュリドンを指導2で破って今大会初優勝を飾った。姉の莉奈も2位になったので昨年に続いて姉弟でのメダル獲得となった。2018年2月のグランドスラム・パリでは初戦でドイツの選手に技ありで敗れた。
3年の時には4月の体重別は初戦で海老沼に袖釣込腰で敗れた。しかしながら、世界団体のメンバーには選出された。6月の優勝大会ではチームの3連覇に貢献した。8月のグランプリ・ブダペストでは3回戦でマルジュリドンに敗れた。9月の世界団体では準々決勝のアゼルバイジャン戦でリオデジャネイロオリンピック銀メダリストのルスタム・オルジョフをGSに入ってから技あり、準決勝でも韓国と北朝鮮の南北合同チームのアン・ジュンスンを技ありでそれぞれ破ると、決勝のフランス戦でもギヨーム・シェーヌに反則勝ちしてチームの優勝に貢献した。試合後には、「思い切ってやることができて良かった。一本勝ちは狙っていた。来年は個人戦で優勝できるように頑張りたい」とコメントした。11月の講道館杯では決勝で海老沼を払巻込で破って大会3連覇を達成した。11月のグランドスラム・大阪では準決勝でこの階級の第一人者である旭化成の大野将平に内股で敗れて3位にとどまった。2019年2月のグランドスラム・パリでは、2回戦でヨーロッパチャンピオンであるアルメニアのフェルディナンド・カラペティアンに合技で敗れた。
4年の時には4月の体重別は準決勝で橋本に反則負けして3位だった。6月の優勝大会ではチームの4連覇に貢献した。妹の立川桃も女子の部で東海大学の優勝に貢献して、兄妹で今大会を制することになった。7月のグランプリ・ザグレブでは準々決勝でロシアのムサ・モグシコフに敗れると、その後の3位決定戦でもロシアのデニス・ヤルツェフに敗れて5位に終わった。10月の体重別団体では決勝の国士舘大学戦で三谷大と引き分けるも、GSから始まる代表戦に出場することになると、三谷に11分45秒の戦いの末に背負投で勝利してチームを優勝へ導いた。3連覇していた11月の講道館杯は、足首などのケガにより出場を見合わせた。グランドスラム・大阪は、大野将平のケガによる繰り上がりでの出場となった。グランドスラム・大阪では準決勝で橋本に反則負けすると、3位決定戦では世界ジュニアチャンピオンであるタジキスタンのソモン・マフマドベコフに終了直前に逆転の反則負けを喫して5位に終わった。
2020年4月からは旭化成の所属となった。2021年4月の体重別では初戦で敗れた。
2023年12月に現役を引退した。

## 戦績
- 2009年 - 全国小学生学年別柔道大会 2位（50kg級）
- 2011年 - 全国中学校柔道大会 5位（60kg級）
- 2012年 - 全国中学校柔道大会 優勝（66kg級）

73kg級での戦績
- 2013年 - 全日本カデ 優勝
- 2013年 - ポーランドカデ国際 優勝
- 2014年 - 高校選手権 3位
- 2014年 - 全日本カデ 3位
- 2014年 - アジアジュニア 3位
- 2014年 - 全日本ジュニア 3位
- 2015年 - 高校選手権 優勝
- 2015年 - インターハイ 優勝
- 2015年 - 全日本ジュニア 3位
- 2016年 - ロシアジュニア国際 3位
- 2016年 - 全日本ジュニア 優勝
- 2016年 - 講道館杯 優勝
- 2016年 - グランドスラム・東京 3位
- 2017年 - 体重別 2位
- 2017年 - アジア選手権 個人戦 3位 団体戦 3位
- 2017年 - ユニバーシアード 個人戦 優勝 団体戦 優勝
- 2017年 - 体重別団体 優勝
- 2017年 - 講道館杯 優勝
- 2017年 - グランドスラム・東京 優勝
- 2018年 - 優勝大会 優勝
- 2018年 - 世界団体 優勝
- 2018年 - 体重別団体 3位
- 2018年 - 講道館杯 優勝
- 2018年 - グランドスラム・大阪 3位
- 2019年 - 体重別 3位
- 2019年 - 優勝大会 優勝
- 2019年 - グランプリ・ザグレブ 5位
- 2019年 - 体重別団体 優勝
- 2019年 - グランドスラム・大阪 5位
- 2020年 - 講道館杯 5位

（出典、JudoInside.com）